# Dmitrij Petelin
Dmitrij Aleksandrovič Petelin (in russo: Дмитрий Александрович Петелин; Qostanay, 10 luglio 1983) è un cosmonauta russo. Il 21 settembre 2022 è partito per lo spazio come ingegnere di volo 1 della Sojuz MS-22 (Expedition 68). La missione di sei mesi pianificata inizialmente è stata estesa di ulteriori sei mesi (Expedition 69) a causa dell'incidente della Sojuz MS-22; è tornato sulla Terra il 27 settembre 2023 a bordo della Sojuz MS-23.

## Biografia

### Formazione e primi lavori
Nel 2000 si diplomò al Liceo di Fisica e Matematica di Qostanay. Nel 2006 si laureò come ingegnere dell'aviazione e degli elicotteri presso la South Ural State University. Divenne ingegnere progettista di 3ª categoria del dipartimento di progettazione aeromobili della Società scientifica e ingegneristica NIK, dove lavorò finché non venne selezionato come candidato cosmonauta nel 2012.

### Carriera come cosmonauta
L'8 ottobre 2012 venne selezionato come candidato cosmonauta del gruppo Roscosmos 16, iniziando l'addestramento generale dello spazio al Centro di addestramento cosmonauti Jurij Gagarin (GCTC) di Star City nello stesso mese. Dopo due anni di addestramento, il 6 giugno 2014 superò l'esame finale con un punteggio di 4.8 su 5.0, venendo qualificato come cosmonauta collaudatore il 16 giugno. Il 3 novembre 2020 venne assegnato come ingegnere di volo 2 dell'equipaggio di riserva della Sojuz MS-18 e dell'equipaggio principale della Sojuz MS-19. Il 24 febbraio 2021 venne rimosso dall'equipaggio a seguito della vendita di Roscosmos alla NASA del terzo posto sul veicolo.

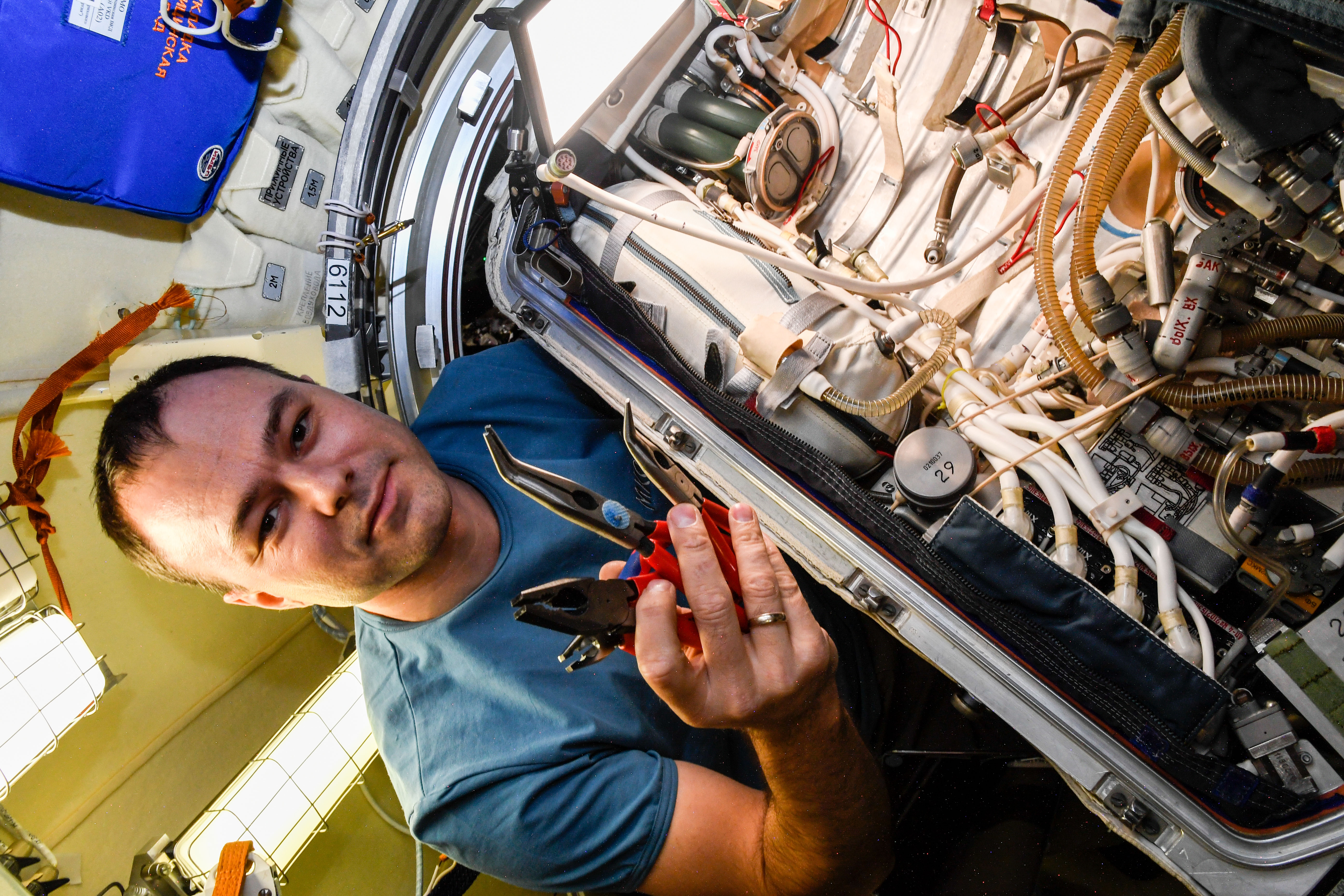
Petelin lavora a una tuta Orlan per una delle sei EVA durante l'Expedition 67/68/69

#### Sojuz MS-22/Sojuz MS-23 (Expedition 67/68/69)
Il 4 maggio 2021 venne assegnato come ingegnere di volo1 della missione Sojuz MS-22 con Sergej Prokop'ev e Anna Kikina. Nel luglio 2022 Kikina venne rimossa dall'equipaggio e il suo posto assegnato all'astronauta Francisco Rubio. Il 21 settembre 2022 partì per la sua prima missione spaziale per prendere parte alla missione di lunga durata Expedition 67/68 a bordo della ISS. Il 15 dicembre, mentre si stava preparando per effettuare un'attività extraveicolare insieme a Prokop'ev, il Centro di controllo missione di Roscosmos rilevò un abbassamento di pressione nel circuito di raffreddamento della Sojuz MS-22 coerente con una perdita che portò all'annullamento dell'EVA; i cosmonauti osservarono una perdita di liquido refrigerante proveniente dal modulo di servizio della Sojuz. Nei giorni successivi Roscosmos avviò un'indagine per identificarne la causa e determinare se la navicella fosse sicura per il rientro sulla Terra previsto tre mesi dopo, nel marzo 2023. Ai primi di gennaio Roscosmos decise che la navicella non era sicura per un rientro atmosferico e decise di lanciare una nuova navicella, la Sojuz MS-23, il cui lancio avvenne nel febbraio 2023. Per evitare di utilizzare una nuova navicella per un solo mese, Roscosmos decise di estendere la missione di Petelin (e di Prokop'ev e Rubio) di ulteriori sei mesi durante Expedition 69. Durante le procedure di avvicinamento alla ISS della Progress MS-22 del 12 febbraio 2023, il Centro di controllo missione di Roscosmos rilevò la presenza di una perdita nel circuito di raffreddamento della Progress MS-21 in quel momento agganciata a Poisk, simile all'incidente avvenuto alla Sojuz MS-22 appena due mesi prima. La Progress MS-21 lasciò la ISS il 17 febbraio dopo aver concluso i suoi quattro mesi di missione; per ottenere immagini migliori del luogo approssimativo della perdita, Petelin assistette il comandante Prokop'ev nelle procedure di manovra per ruotare la Progress su se stessa a distanza con il sistema di teleoperazioni TORU. Purtroppo le manovre non aiutarono nell'identificazione del luogo della perdita e Roscosmos decise di non proseguire con ulteriori indagini e far rientrare la navicella in modo distruttivo sulla Terra. Il 26 febbraio la navicella senza equipaggio Sojuz MS-23 attraccò alla ISS, sostituendo la danneggiata Sojuz MS-22; quest'ultima venne sganciata il 28 marzo dalla ISS. Il 21 settembre Petelin celebrò un anno di permanenza continuativa nello spazio. Durante l'anno in orbita si occupò dello svolgimento di esperimenti scientifici, manutenzione del Segmento russo anche svolgendo sei attività extraveicolari con Prokop'ev complessivamente di 39 ore e 44 minuti e supervisionando l'arrivo e la partenza di otto navicelle spaziali russe (sia Progress che Sojuz) insieme a Prokop'ev. Fece ritorno sulla Terra il 27 settembre 2023 dopo 371 giorni continuativi nello spazio.